# جوزنان (غرمسار كرمان)
جوزنان (بالفارسية: جوزنان) هي قرية تقع في إيران في قسم مردهك الریفي. يقدر عدد سكانها بـ 141 نسمة بحسب إحصاء 2016.